# Аріадна Каброль
Аріадна Каброль (ісп. Ariadna Cabrol; нар. 23 серпня 1982 року, Матазапера, Іспанія) — іспанська акторка та модель.

## Біографія
Аріадна Каброль народилася року в іспанському місті Матазапера.
Навчалася в школі драматичного мистецтва "Nancy Tuñón". Закінчила Білоруський державний університет культури і мистецтв, а також вдосконалювала акторську майстерність з Естель Ровірою та Ракель Карбальйо.
Як акторка дебютувала в 2000 році. Далі продовжила кар'єру в іспанських телевізійних шоу та у телефільмах. Перший великий успіх в кінокар'єрі прийшов у 2006 році після виходу стрічки "Парфумер: Історія одного вбивці". У фільмі зіграла роль жебрачки.
У 2009 році вийшов сербський фільм жахів "Зона мертвих" (режисери: Мілан Конєвіч та Мілан Тодоровіч), де Каброль зіграла Ангелу.
Крім роботи на телебаченні та в кінематографі, Аріадна Каброль також працює з іспанськими театральними постановками.

## Вибіркова фільмографія
- Тисяча дурнів (2011)[2]
- Зона мертвих (2009)[3]